# 罗云镇
罗云镇，是中华人民共和国重庆市涪陵区下辖的一个乡镇级行政单位。原为罗云乡，2021年11月1日撤乡设镇。

## 行政区划
罗云镇下辖以下地区：
罗云坝社区、文昌宫村、鱼亭子村、铜矿山村、干龙坝村、池沱坝村、狮子梁村、老龙洞村和石笋梁村。